# Valence-d'Albigeois

Valence-d'Albigeois este o comună în departamentul Tarn din sudul Franței. În 2009 avea o populație de 1.278 de locuitori.

## Evoluția populației
| An        | 1975  | 1982  | 1990  | 1999  | 2006  | 2009  |
| --------- | ----- | ----- | ----- | ----- | ----- | ----- |
| Populație | 1.042 | 1.145 | 1.194 | 1.142 | 1.265 | 1.278 |